# Eleven Men in Flight Football Club
El Eleven Men in Flight es un equipo de fútbol de Suazilandia que milita en la Segunda División de Suazilandia, la segunda categoría de fútbol en el país.

## Historia
Fue fundado en el año 1977 en la ciudad de Siteki, siendo campeón de la Primera División de Suazilandia en 2 ocasiones, 2 veces campeón de la Copa de Suazilandia, 1 vez campeón de la Copa Charity y 3 veces campeón de la  Copa Desafió de Suazilandia.
A nivel internacional ha participado en 4 torneos continentales, donde su mejor participación fue en la Recopa Africana de 1994 al llegar a la segunda ronda.

## Palmarés
- Primera División de Suazilandia: 2

1994, 1996.
- Copa de Suazilandia: 2

1993, 2001.
- Copa Charity de Suazilandia: 1

1996.
- Copa Desafió de Suazilandia: 3

1993, 1996, 2001.

## Participación en competiciones de la CAF
| Temporada | Torneo                            | Ronda      | Club               | Casa | Visita | Global      |
| --------- | --------------------------------- | ---------- | ------------------ | ---- | ------ | ----------- |
| 1994      | Recopa Africana                   | Preliminar | Township Rollers   | 3-1  | 1-2    | 4-3         |
| 1994      | Recopa Africana                   | 1          | Power Dynamos FC   | dq1  | dq1    | dq1         |
| 1994      | Recopa Africana                   | 2          | Malindi FC         | 0-1  | 0-1    | 0-2         |
| 1995      | Copa Africana de Clubes Campeones | Preliminar | Lobatse CS Gunners | 2-2  | 2-2    | 2-2 (4-2 p) |
| 1995      | Copa Africana de Clubes Campeones | 1          | Orlando Pirates FC | 0-3  | 0-2    | 0-5         |
| 1996      | Copa CAF                          | Preliminar | Blue Waters FC     | 4-2  | 1-3    | 5-5 (a)     |
| 1997      | Recopa Africana                   | Preliminar | MP Tigers          | 0-0  | 1-1    | 1-1 (a)     |
| 1997      | Recopa Africana                   | 1          | Jomo Cosmos FC     | 0-3  | 0-3    | 0-6         |

1- Power Dynamos FC fue descalificado del torneo porque la Federación de Fútbol de Zambia no mandó la lista de los jugadores inscritos para el torneo a tiempo.